# Epilobium amurense
Epilobium amurense är en dunörtsväxtart. Epilobium amurense ingår i släktet dunörter, och familjen dunörtsväxter.

## Underarter
Arten delas in i följande underarter:
- E. a. amurense
- E. a. cephalostigma